# Délit mineur (film)
Pour l’article homonyme, voir Délit mineur.
Pour plus de détails, voir Fiche technique et Distribution.
Délit mineur est un film français réalisé par Francis Girod et sorti en 1994.

## Synopsis
Claire est caissière dans un supermarché. Son fils Guillaume a 15 ans et l'adore, mais déteste son père qui est alcoolique. Claire a une liaison et tue son mari. Pour la protéger, Guillaume s'accuse du crime.

## Fiche technique
- Réalisation : Francis Girod
- Scénario : Francis Girod, Michel Grisolia
- Production :  Oliane Productions, TF1 Films Production
- Image : William Lubtchansky
- Montage : Geneviève Winding
- Musique : Romano Musumarra
- Genre : drame
- Durée : 108 minutes
- Date de sortie : 23 mars 1994

## Distribution
- Caroline Cellier : Claire
- Claude Brasseur : Guerin
- Niels Arestrup : Claude
- Christopher Thompson : Laurent
- Anne-Marie Philipe : Valentine
- Gérard Séty : le père de Claude
- Macha Méril : Madeleine
- Mathieu Crépeau : Guillaume
- Olivia Brunaux : la maîtresse de Claude
- Claude Winter
- Pierre Gérard : Belgrand
- Jennifer Covillaut : Sophie
- Louise-Laure Mariani : Véronique
- Luce Mouchel
- Janine Darcey : Yvonne
- Chloé Rigault : Julia
- Maurice Baquet

## Réception critique
D'après Télérama, cette évocation d'un univers bourgeois fait penser à Claude Chabrol, et le talent de Caroline Cellier et de Niels Arestrup font beaucoup pour aider le réalisateur Francis Girod.